# Joseph Poelaert
Joseph Poelaert (21. března 1817, Brusel, Spojené království nizozemské – 3. listopadu 1879, Brusel, Belgie) byl belgický architekt.
Josephův otec Philip Poelaert byl také architektem a jeho děd stavitelem. Sám Joseph studoval na Královské akademii krásných umění v Bruselu. Jeho profesorem byl Tilman-François Suys. Nějakou dobu také Joseph studoval a cestoval po Francii..
Joseph vystudoval architekturu a poprvé na sebe upozornil v roce 1849 návrhem sloupu Colonne du Congrès, který se dnes nachází před Justičním palácem. V roce 1856 se Poelaert stal městským architektem. Navrhl několik známých bruselských staveb 19. století, mezi které patří např. kostel sv. Kateřiny, kostel Notre-Dame de Laeken a rovněž realizoval rekonstrukci divadla La Monnaie na náměstí de Brouckère v centru města. Jeho nejvýznamnější prací byl nicméně Justiční palác v jihovýchodní části belgické metropole Bruselu. Náměstí před palácem dnes nese architektovo jméno.
Poelaert byl pochován na hřbitově v Laeken.